# Gastrellarius
Gastrellarius is een geslacht van kevers uit de familie van de loopkevers (Carabidae). De wetenschappelijke naam van het geslacht is voor het eerst geldig gepubliceerd in 1918 door Casey.

## Soorten
Het geslacht Gastrellarius omvat de volgende soorten:
- Gastrellarius blanchardi (G.horn, 1891)
- Gastrellarius honestus (Say, 1823)
- Gastrellarius unicarum (Darlington, 1931)